# Никша Стипчевић
Никша Стипчевић (Сплит, 14. август 1929 — Београд, 12. јун 2011) био је српски историчар књижевности, професор универзитета, редовни члан САНУ и председник управног одбора РТС.

## Биографија
Његов отац Нико Стипчевић био је професор и начелник Општег одељења Министарства просвете Краљевине Југославије у Београду. Основну школу завршио је у Сплиту а Другу мушку гимназију у Београду 1948. године. Уписао се на Романску групу Филозофског факултета 1948. године, а дипломирао је 14. фебруара 1953. године (италијански језик и књижевност, под „В“ – француски језик и књижевност).
Од 1953. године радио је у Институту за српски језик САН (Одсек за експерименталну фонетику). Исте године запослио се и као асистент за италијански језик на Катедри за романске језике и књижевност Филозофског факултета у Београду. Радио је као лектор за српскохрватски језик на Сорбони од 1959. до 1961. Докторску дисертацију „Књижевни погледи Антонија Грамшија“ одбранио је 1965. године на Филолошком факултету у Београду. Изабран је за редовног професора 28. децембра 1976. године.
За дописног члана САНУ изабран је 15. децембра 1983. године, а за редовног 27. октобра 1994. године.
Добио је следеће награде: Седмојулска (1990), Награда за културу говора „Петар Кочић“ (1994).
Председник Републике Италије одликовао га је орденом Cavalliere Ufficiale dell'Ordine al Merito della Repubblica Italiana (25. марта 1971), а 15. октобра 1979. орденом Commendatore dell'Ordine al Merito della Repubblica Italiana.

## Функције, чланства и признања
- Декан Филолошког факултета у два мандата: 1987-1989, 1989-1991. године.
- Специјални изасланик Председника СРЈ Добрице Ћосића у Риму: август 1992 – мај 1993.
- Члан “” у Риму.
- Инострани члан “Deputazione di Storia patria per la Venezia Giulia”.
- Члан Управног одбора Матице српске и потпредседник од 1999. године.
- Стални члан–сарадник Матице српске.
- Члан и председник Одбора за критичка издања САНУ.
- Председник Друштва „Данте Алигијери“ – Београд.
- Директор Библиотеке САНУ од септембра 1991. године.

## Дела
- Италијанско–српскохрватски речник (Нови Сад, 1959)
- Књижевни погледи Антонија Грамшија (Београд, 1967)
- Gramsci e i problemi letterari (Милан, 1968)
- Dizionario italiano serbocroato e serbocroato italiano (Болоња, 1969)
- Основи италијанског језика (са Ериом Франкијем; Београд, 1971)
- Италијанске и друге теме (Нови Сад, 1976)
- Усмено (Београд, 1996)
- Учитавања (Београд, 1999)
- Поређења (Београд, 2000)
- Критичке и друге минијатуре (Нови Сад, 2002)
- Задруга и њени писци (са Светланом Стипчевић; Београд, 2004)